# Luca Sangalli
Luca Sangalli, de son vrai nom Luca Sangalli Fuentes, né le 10 février 1995 à Saint-Sébastien, en Espagne, est un footballeur espagnol évoluant au poste de milieu offensif au FC Carthagène.
Il est également diplômé en ingénierie.

## Biographie

### Formation
Natif de Saint-Sébastien, au Pays basque espagnol, Luca Sangalli rejoint la Real Sociedad à l'âge 11 ans. Il fait ses gammes de footballeur au centre de formation du club, à Zubieta. Il évolue dans les équipes de jeunes. Lors de la saison 2013-2014, il joue sept matchs avec la Real Sociedad Juvenil en UEFA Youth League (Ligue des champions juniors) et marque un but.
Le 23 juin 2014, il est promu avec l'équipe réserve, la Real Sociedad B, qui évolue en Segunda División B (équivalent de la troisième division).
Le 5 octobre suivant, il fait ses débuts officiels en championnat.
Il joue pendant quatre saisons avec l'équipe filiale en Segunda División B. Auteur d'une excellente saison 2017-2018, il participe aux playoffs d’accessions en deuxième division.
À l'aube de la saison 2018-2019, il se voit promu au sein de l'équipe première.

### Real Sociedad
Le 14 août 2018, il prolonge son contrat professionnel avec la Real Sociedad jusqu'en 2020, avec un clause libératoire fixée à 50 millions d'euros.
Le 31 août suivant, il fait ses débuts en première division espagnole contre le SD Eibar, au Stade d'Ipurua.
Le 6 octobre 2018, il marque son premier but en Liga contre l'Athletic Bilbao, à San Mamés.
Le 30 octobre 2018, il est victime d'un accident vasculaire cérébral et doit être hospitalisé. Il se remet rapidement de son avc, et sort de l'hôpital le 2 novembre suivant, sans aucune atteinte neurologique. Après trois mois sans jouer, il est de retour sur les terrains le 10 janvier 2019.
Pour sa première saison dans l'élite et malgré son accident de santé, il joue 18 matchs en Liga, et marque un but.

## Vie privée
Son frère aîné, Marco Sangalli (en), également footballeur professionnel, est lui aussi formé à la Real Sociedad. Il joue actuellement en Liga 2, au Real Oviedo.
Son oncle maternel, Miguel Fuentes Azpiroz (en), est un ancien joueur professionnel de la Real Sociedad, il a également été le président du club.
La mère de Luca Sangalli, Maite Fuentes Azpiroz, est une sportive de haut niveau. Elle possède un doctorat en sciences et techniques des activités physiques et sportives, et elle est professeure de faculté des sciences, de l'éducation et du sport à l'université du pays basque espagnol. Elle est également une ancienne joueuse professionnelle de basket-ball, et a joué pour la sélection nationale d'Espagne féminine.
Luca Sangalli est diplômé en ingénierie. En parallèle de sa carrière de footballeur, il poursuit ses études d'ingénieur. Il passe actuellement un master en ingénierie industrielle à l'université de Mondragón.